# 北陸電気通信局

金沢市鳴和町にあったころの北陸電気通信局

北陸電気通信局（ほくりくでんきつうしんきょく）は、石川県金沢市出羽町にあった電気通信局。電気通信省及び日本電信電話公社が設置した電気通信局のひとつであった。

## 概要
北陸電気通信局は富山県、石川県及び福井県を管轄区域として1949年（昭和24年）6月1日に開設された。電気通信省設置法（昭和23年法律第245号）第27条によって地方電気通信局を金沢市に置くと定められていたが、名称や所掌業務等については政令において別に定めるとされ、昭和24年政令第178号によってその詳細が定められた。こののち、1952年（昭和27年）8月1日に電気通信省は廃止され、日本電信電話公社が発足したが、電気通信局に係る官制に変更はなかった。ついで同年11月1日に日本電信電話公社職制（昭和27年日本電信電話公社公示第79号）が施行され、この中において北陸電気通信局とこれに附属する機関の組織が定められた。金沢逓信局時代の1947年（昭和22年）8月以来、局舎を金沢市鳴和町に置いていたが、1966年（昭和41年）9月27日に北陸電々ビルが金沢市出羽町に完成し、同所において業務を行うこととなった。1985年（昭和60年）4月1日に日本電信電話公社は民営化され、日本電信電話が発足した。これにより北陸電気通信局は同社の北陸総支社と改称され、その歴史を終えた。
また、北陸電気通信局管内においては富山電気通信部、石川電気通信部及び福井電気通信部の各電気通信部が置かれた。各地方電気通信部はその管轄区域内において北陸電気通信局の業務の一部を担当した。

## 歴史

### 北陸地方における逓信管理機構の前史

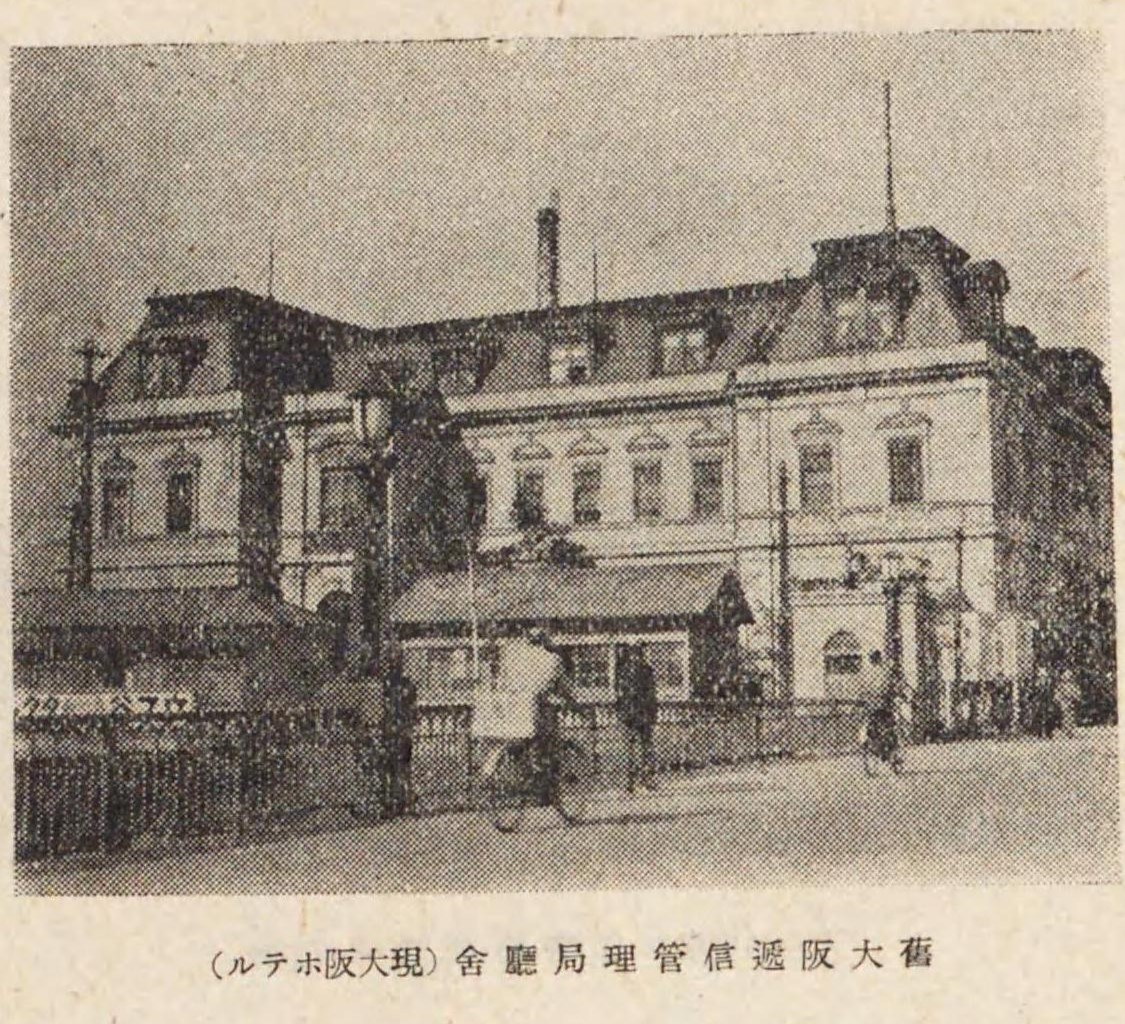
西部逓信局局舎。なお西部逓信局は1919年（大正8年）5月に大阪逓信局と改称され、同年12月より新局舎へ移転したため、以降はホテルとして用いられた。

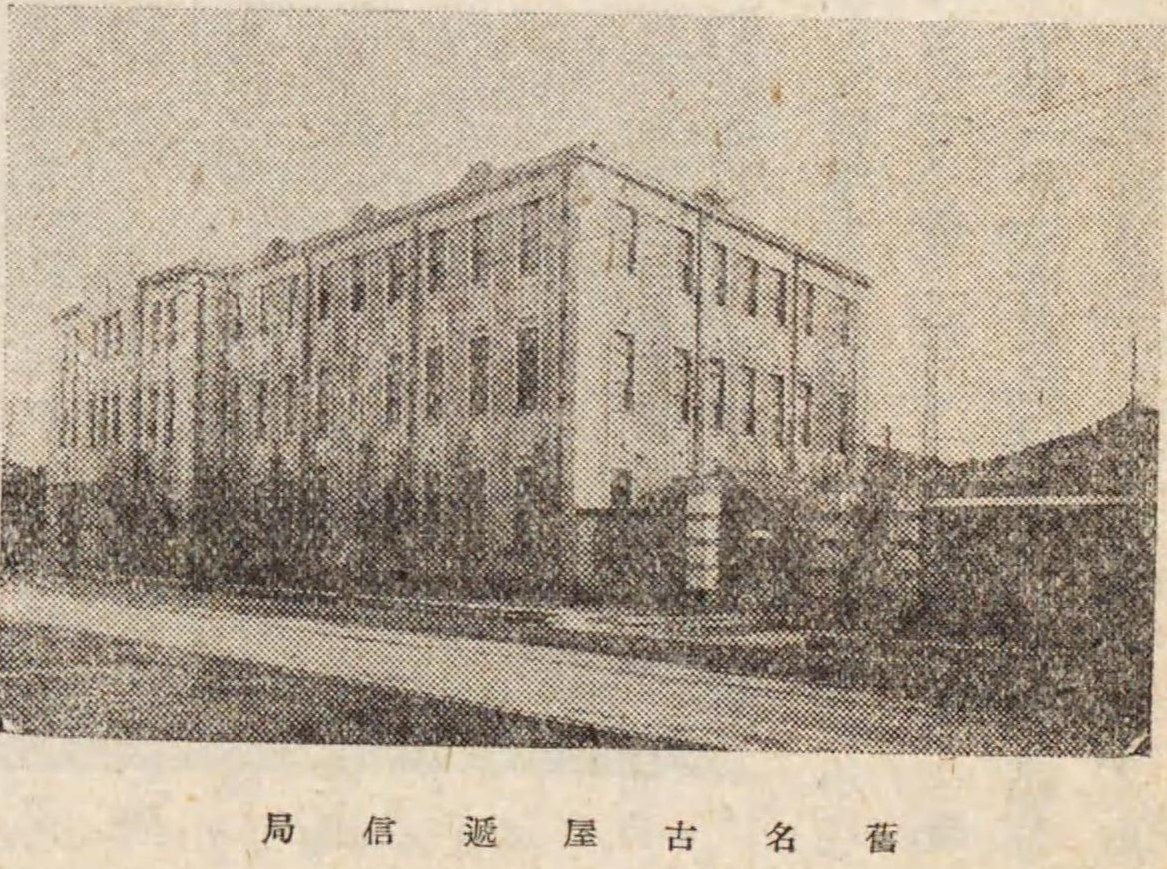
名古屋逓信局局舎。1920年（大正9年）11月旧庁舎より移転、1926年（大正15年）12月増築。

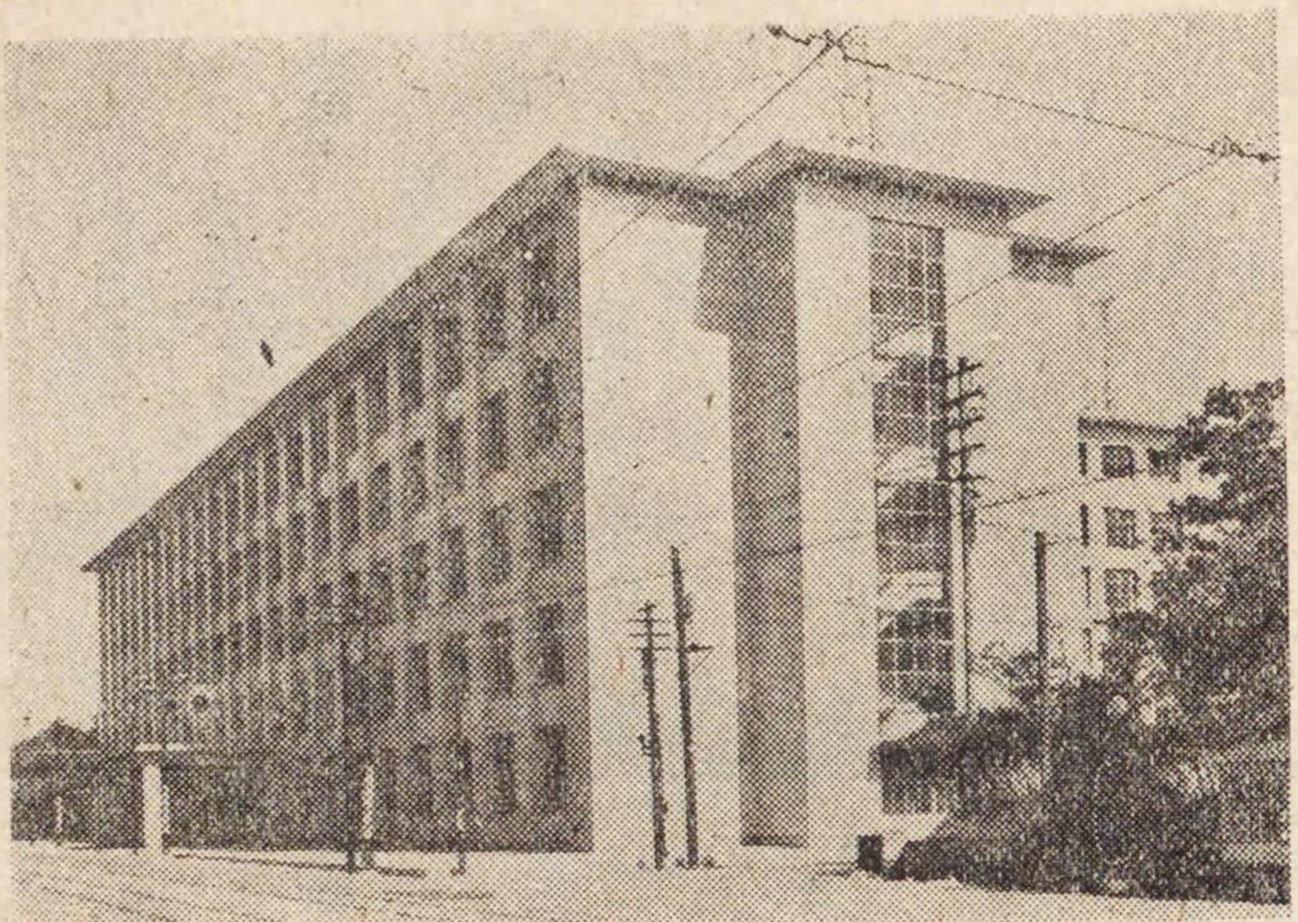
名古屋逓信局局舎。1936年（昭和11年）11月14日起工、1938年（昭和13年）3月31日竣工。

- 1886年（明治19年）4月22日 - 地方逓信官官制（明治19年勅令第8号）により金沢逓信管理局を設置する[15][16]。
- 1889年（明治22年）7月15日 - 地方逓信官官制を廃止し、郵便及電信局官制（明治22年勅令第96号）を定め、各逓信管理局を廃止し、爾後一等郵便局及び一等郵便電信局長を以てその任にあて、一部業務を逓信省工務局に移管する[17][18][19]。郵便及電信局官制第12条により富山郵便電信局、金沢郵便電信局及び福井郵便電信局に各県の監督業務にあたらせる[20]。
- 1893年（明治26年）11月10日 - 郵便及電信局官制を改正し、金沢郵便電信局に富山県、石川県及び福井県の監督業務にあたらせ、富山郵便電信局及び福井郵便電信局にその業務を分掌させる[21][22][23]。
- 1903年（明治36年）4月1日 - 郵便及電信局官制を廃止し、通信官署官制（明治36年勅令第40号）を施行する[24]。一等郵便局による監督及び二等郵便局による監督業務分掌は従前の通り行う[24][25]。
- 1910年（明治43年）4月1日 - 逓信管理局官制（明治43年勅令第90号）を定め、金沢逓信管理局を設置し[26]、船舶内に設置した通信官署並びに金沢鉄道郵便局管内郵便線路を所掌する[27]。
- 1913年（大正2年）6月13日 - 逓信管理局官制を廃止し、地方逓信官署官制（大正2年勅令第210号）を定め、西部逓信局を大阪市に置き、富山県、石川県及び福井県を含む諸地域を管轄させる[28]。金沢逓信管理局が所掌した諸事務は西部逓信局が承継する[29]。金沢郵便局は西部逓信局の管理業務の一部を富山県、石川県及び福井県において分掌する[30]。
- 1919年（大正8年）5月14日 - 地方逓信官署官制を改正して、名古屋逓信局を名古屋市に置き、富山県、石川県及び福井県を含む諸地域を管轄させる[31]。また、大正2年逓信省告示第663号を廃止し、金沢郵便局における管理業務分掌を廃する[32]。富山郵便局、金沢郵便局及び福井郵便局は各県における郵便、電信、電話、為替、貯金及び簡易生命保険の現業監察の事務を掌る[33]。
- 1924年（大正13年）11月25日 - 地方逓信官署官制を廃止し、逓信局官制（大正13年勅令第272号）を定め、引き続き名古屋逓信局を名古屋市に置き、富山県、石川県及び福井県を含む諸地域を管轄させる[34][35]。
- 1943年（昭和18年）11月1日 - 逓信局官制を改正して、新潟逓信局を新潟市に置き、新潟県、長野県、富山県、石川県及び福井県を管轄させる[36]。富山郵便局、金沢郵便局及び福井郵便局は各県における郵便、電信、電話、為替、貯金及び簡易生命保険等の諸業務につき逓信局の管理業務の一部を分掌する[37]。
- 1945年（昭和20年）4月6日 - 逓信局官制を改正して、新潟逓信局を廃止し、新潟県及び長野県は東京逓信局、富山県及び石川県は名古屋逓信局、福井県は大阪逓信局の管轄に改める[38]。また、名古屋逓信局のもとに北陸逓信管理部を金沢市尾張町石黒ビルに置き、富山県及び石川県を管轄させる[39][6][40]。また、昭和18年通信院告示第3号を改正し、富山郵便局、金沢郵便局及び福井郵便局は引き続き各逓信局の管理業務の一部を分掌する[41]。
- 1947年（昭和22年）
  - 5月1日 - 逓信局官制を改正して、金沢逓信局を金沢市に置き、富山県、石川県及び福井県を管轄させ、北陸逓信管理部を廃止する[42][43]。また、昭和18年通信院告示第3号を改正し、富山郵便局及び福井郵便局は金沢逓信局の管理業務の一部を分掌する[44]。
  - 7月 - 高岡逓信診療所を金沢逓信局に移管する[45]。
  - 8月 - 金沢逓信局局舎を金沢市鳴和町に移転する[6]。
  - 8月21日 - 金沢郵便局逓信局内分室を金沢市鳴和町金沢逓信局構内に設置する[46][47]。郵便、電信及び為替貯金を取扱うが、電報配達事務は窓口交付の例により取扱い、郵便集配事務は取扱わない[46]。
- 1949年（昭和24年）2月21日 - 金沢電信局金沢逓信局内分室を設置する[48]。電信事務を取扱うが、電報配達事務は窓口交付の例により取扱う[48]。

### 北陸電気通信局
- 1949年（昭和24年）
  - 6月1日 - 逓信局官制を廃止して[49]、電気通信省設置法（昭和23年法律第245号）により北陸電気通信局を置き、富山県、石川県及び福井県を管轄させる[1]。また富山、石川及び福井の各電気通信部、富山、金沢及び福井電気通信資材配給局並びに金沢電気通信工作工場を置く[11][50]。また、金沢電報局北陸電気通信局内分室を置く[51]。
  - 12月 - 富山及び福井の電気通信資材配給局を廃止する[50]。
- 1950年（昭和25年）11月16日 - 金沢電気通信資材配給局及び金沢電気通信工作工場を統合し、それぞれ北陸電気通信資材部配給局及び北陸電気通信資材部工作工場と改称する[52]。
- 1952年（昭和27年）
  - 8月1日 - 日本電信電話公社法（昭和27年法律第250号）及び日本電信電話公社法施行法（昭和27年法律第251号）を施行し、電気通信省設置法を廃止する[3]。各通信局等の官制は従前の通りの機構を維持した[4]。
  - 11月1日 - 日本電信電話公社職制（昭和27年日本電信電話公社公示第79号）を定め、北陸電気通信局を金沢市に置き、富山県、石川県及び福井県を管轄させる[5]。北陸電気通信資材配給局[53]、北陸電気通信工作工場[54]、金沢逓信病院、安原逓信病院、福井逓信診療所、小浜逓信診療所及び高岡逓信診療所を北陸電気通信局の附属機関として置く[5]。また富山、石川及び福井の各電気通信部を置く[5]。
- 1955年（昭和30年）4月 - 金沢電気通信学園を本社附属機関から北陸電気通信局の内部部局に改める[55]。
- 1956年（昭和31年）11月10日 - 金沢市香林坊に「金沢電電ビル」が完成し[56]、同所に北陸電気通信局営業部電報電話相談所を設置する[57]。
- 1958年（昭和33年）2月17日 - 文書広報課を設置し、営業部宣伝課を廃止する[58]。
- 1960年（昭和35年）
  - 2月1日 - 金沢電報局北陸電気通信局内分室を廃止する[59]。
  - 12月1日 - 金沢市兼六町に北陸電通局管内職員厚生施設の北陸電電会館が完成する[60][61]。
- 1961年（昭和36年）
  - 1月25日 - 自動局等開設準備室を置く[62]。
  - 3月 - 北陸電気通信工作工場を北陸電気通信工作所と改める[63]。
- 1963年（昭和38年）1月20日 - 自動局等開設準備室を廃止する[64]。
- 1964年（昭和39年）12月10日 - 金沢市出羽町にて新局舎建設の起工式を行う[65]。
- 1965年（昭和40年）4月1日 - 安原逓信病院を廃止する[66]。
- 1966年（昭和41年）9月27日 - 金沢市出羽町に新局舎「北陸電電ビル」が完成し、その落成式を挙行する[7]。
- 1970年（昭和45年）4月4日 - 北陸電気通信工作工場を北陸電気通信保安工事事務所と改める[67]。
- 1972年（昭和47年）9月1日 - 小松市に金沢高速道路通信施設区を置く[68]。
- 1974年（昭和49年）8月31日 - 金沢市西念に西念電々ビルが完成する[69]。
- 1975年（昭和50年）2月1日 - 福井、小浜及び高岡逓信診療所を健康管理所と改める[70]。
- 1985年（昭和60年）4月1日 - 電電改革により日本電信電話公社は民営化され、日本電信電話株式会社が発足する[8]。これにより北陸電気通信局は廃止され、日本電信電話北陸総支社にその業務を承継した[9][10]。

## 組織
1964年（昭和39年）当時において北陸電気通信局は次のような組織で構成されていた。
- 局長室
  - 秘書課
  - 文書広報課
  - 経営調査室
  - 監査部
- 職員部
  - 労務課
  - 職員課
  - 給与課
  - 厚生課
  - 保険課
  - 訓練課
- 営業部
  - 企画課
  - 営業課
  - 特別営業課
  - 電話番号簿課
  - 電報電話相談所
- 運用部
  - 電話課
  - 電信課
  - 考査訓練課
- 計画部
  - 調査課
  - 市内課
  - 電信市外課
- 施設部
  - 施設課
  - 線路課
  - 機械課
  - 伝送無線課
  - 土木課
  - 調査課
  - 管理課
- 建設部
  - 建設課
  - 線路工事課
  - 機械工事課
  - 土木工事課
  - 契約課
- 保全部
  - 線路課
  - 市内機械課
  - 市外機械課
  - 管理課
- 経理部
  - 会計課
  - 主計課
  - 財産課
- 資材部
  - 工材調理課
  - 用品調理課
  - 購買課
  - 管理課
- 建築部
  - 新営課
  - 保全課
  - 設備課
  - 管財課
- 電気通信学園
  - 電信業務部
  - 電話業務部
  - 技術部
  - 教務課
  - 庶務課

また次のような附属機関を有した。
- 北陸電気通信資材配給局
- 北陸電気通信工作所 - 1970年（昭和45年）4月4日、北陸電気通信保安工事事務所と改称[67]。
- 金沢逓信病院
- 安原逓信病院 - 1965年（昭和40年）4月1日、廃止[66]。
- 福井逓信診療所
- 小浜逓信診療所
- 高岡逓信診療所

## 脚註
1. 1 2 3  昭和24年政令第178号（『官報』、1949年（昭和24年）5月31日）
2. 1 2  昭和23年法律第245号（『官報』号外、1948年（昭和23年）12月15日）
3. 1 2  日本電信電話公社編、『日本電信電話公社関係法令』（3から47頁）、1953年（昭和28年）、日本電信電話公社
4. 1 2  日本電信電話公社北陸電気通信局編、『北陸の電信電話 その九十年の歩み』（372頁）、1964年（昭和39年）10月、日本電信電話公社北陸電気通信局
5. 1 2 3 4  昭和27年日本電信電話公社公示第79号（『官報』、1952年（昭和27年）10月28日）
6. 1 2 3  日本電信電話公社北陸電気通信局編、『北陸の電信電話 その九十年の歩み』（416頁）、1964年（昭和39年）10月、日本電信電話公社北陸電気通信局
7. 1 2  金沢市史編さん室編、『年表金沢の百年 大正・昭和編』（510頁）、1967年（昭和42年）6月、金沢市
8. 1 2  内閣制度百年史編纂委員会編、『内閣制度百年史 上巻』（558から560頁）、1985年（昭和60年）12月、大蔵省印刷局
9. 1 2  金沢市史編さん委員会編、『金沢市史 現代編 続編』（393頁）、1989年（平成元年）12月、金沢市
10. 1 2  石川県編、『石川県史 現代篇 6』（581頁）、1995年（平成7年）3月、石川県
11. 1 2 3  昭和24年電気通信省告示第31号（『官報』、1949年（昭和24年）8月13日）
12. ↑  逓信省編、『逓信事業史 第七巻』（757頁）、1940年（昭和15年）9月、逓信協会
13. ↑  逓信省編、『逓信事業史 第七巻』（791及び792頁）、1940年（昭和15年）9月、逓信協会
14. ↑  逓信省編、『逓信事業史 第七巻』（793頁）、1940年（昭和15年）9月、逓信協会
15. ↑  明治19年勅令第23号（『官報』、1886年（明治19年）4月22日）
16. ↑  明治19年勅令第8号（『官報』、1886年（明治19年）3月26日）
17. ↑  明治22年勅令第96号（『官報』、1889年（明治22年）7月16日）
18. ↑  明治22年逓信省訓令第2号並びに明治22年逓信省告示第146号及び明治22年逓信省告示第147号（『官報』、1889年（明治22年）7月20日）
19. ↑  明治22年逓信省告示第174号（『官報』、1889年（明治22年）9月5日）
20. ↑  明治22年逓信省告示第145号（『官報』、1889年（明治22年）7月17日）
21. ↑  明治26年勅令第152号（『官報』、1893年（明治26年）10月31日）
22. ↑  明治26年逓信省告示第248号（『官報』、1893年（明治26年）11月4日）
23. ↑  金沢郵政局編、『昭和36年度 金沢郵政局統計年報 第13回』 （119頁）、1963年（昭和38年）1月、金沢郵政局
24. 1 2  明治36年勅令第40号（『官報』、1903年（明治36年）3月20日）
25. ↑  明治36年逓信省告示第187号（『官報』、1903年（明治36年）3月23日）
26. ↑  明治43年勅令第90号（『官報』、1910年（明治43年）3月28日）
27. ↑  明治43年逓信省告示第134号及び第135号（『官報』、1910年（明治43年）3月29日）
28. ↑  大正2年勅令第210号（『官報』、1913年（大正2年）6月13日）
29. ↑  大正2年逓信省告示第483号、第484号、第491号及び第492号（『官報』、1913年（大正2年）6月13日）
30. ↑  大正2年逓信省告示第663号（『官報』、1913年（大正2年）9月4日）
31. ↑  大正8年勅令第202号（『官報』、1919年（大正8年）5月15日）
32. ↑  大正8年逓信省告示第636号（『官報』、1919年（大正8年）5月15日）
33. ↑  大正8年逓信省告示第643号（『官報』、1919年（大正8年）5月15日）
34. ↑  大正13年勅令第272号（『官報』、1924年（大正13年）11月25日）
35. ↑  大正13年逓信省告示第1619号（『官報』、1924年（大正13年）11月25日）
36. ↑  昭和18年勅令第833号（『官報』、1943年（昭和18年）11月1日）
37. ↑  昭和18年通信院告示第3号（『官報』号外、1943年（昭和18年）11月1日）
38. ↑  昭和20年勅令第220号（『官報』、1945年（昭和20年）4月7日）
39. ↑  昭和20年逓信省告示第136号（『官報』、1945年（昭和20年）4月7日）
40. ↑  逓信管理部は逓信局の代行機関としての性格を有する組織であり（郵政省編、『続逓信事業史 第一巻 総説』（176頁）、1963年（昭和38年）1月、前島会）、その長たる逓信管理部長には法令により定められた逓信局長に属する職権（日満郵便物の損害賠償審査を除く）が認められ、その管轄区域内においてこれを行うものと定められた（昭和20年運輸通信省令第29号）。
41. ↑  昭和20年通信院告示第137号（『官報』、1945年（昭和20年）4月7日）
42. ↑  昭和22年勅令第156号（『官報』、1947年（昭和22年）4月28日）
43. ↑  昭和22年逓信省告示第153号（『官報』、1947年（昭和22年）5月1日）
44. ↑  昭和22年逓信省告示第154号（『官報』、1947年（昭和22年）5月1日）
45. ↑  日本電信電話公社北陸電気通信局編、『北陸の電信電話 その九十年の歩み』（423頁）、1964年（昭和39年）10月、日本電信電話公社北陸電気通信局
46. 1 2  昭和22年逓信省告示第273号（『官報』、1947年（昭和22年）8月30日）
47. ↑  同分室は1949年（昭和24年）6月1日に逓信省が郵政省と電気通信省に分離された後、同年7月6日より金沢郵便局郵政局内分室と改称された（昭和24年郵政省告示第68号）。
48. 1 2  昭和24年逓信省告示第169号（『官報』、1949年（昭和24年）4月7日）
49. ↑  昭和24年法律第161号（『官報』、1949年（昭和24年）5月31日）
50. 1 2  日本電信電話公社北陸電気通信局編、『北陸の電信電話 その九十年の歩み』（371頁）、1964年（昭和39年）10月、日本電信電話公社北陸電気通信局
51. ↑  昭和24年電気通信省告示第109号（『官報』、1949年（昭和24年）12月17日）
52. ↑  日本電信電話公社北陸電気通信局編、『北陸の電信電話 その九十年の歩み』（420、581及び582頁）、1964年（昭和39年）10月、日本電信電話公社北陸電気通信局
53. ↑  この際、北陸電気通信資材部配給局を北陸電気通信資材配給局と改称した（日本電信電話公社北陸電気通信局編、『北陸の電信電話 その九十年の歩み』（420頁）、1964年（昭和39年）10月、日本電信電話公社北陸電気通信局）
54. ↑  この際、北陸電気通信資材部工作工場を北陸電気通信資材工作工場と改称した（日本電信電話公社北陸電気通信局編、『北陸の電信電話 その九十年の歩み』（421頁）、1964年（昭和39年）10月、日本電信電話公社北陸電気通信局）
55. ↑  日本電信電話公社北陸電気通信局編、『北陸の電信電話 その九十年の歩み』（359及び418頁）、1964年（昭和39年）10月、日本電信電話公社北陸電気通信局
56. ↑  金沢市史編さん室編、『年表金沢の百年 大正・昭和編』（358頁）、1967年（昭和42年）6月、金沢市
57. ↑  日本電信電話公社北陸電気通信局編、『北陸の電信電話 その九十年の歩み』（413及び417頁）、1964年（昭和39年）10月、日本電信電話公社北陸電気通信局
58. ↑  日本電信電話公社北陸電気通信局編、『北陸の電信電話 その九十年の歩み』（589頁）、1964年（昭和39年）10月、日本電信電話公社北陸電気通信局
59. ↑  昭和35年日本電信電話公社公示第18号（『官報』、1960年（昭和35年）2月15日）
60. ↑  金沢市史編さん室編、『年表金沢の百年 大正・昭和編』（412頁）、1967年（昭和42年）6月、金沢市
61. ↑  日本電信電話公社北陸電気通信局編、『北陸の電信電話 その九十年の歩み』（511頁）、1964年（昭和39年）10月、日本電信電話公社北陸電気通信局
62. ↑  日本電信電話公社北陸電気通信局編、『北陸の電信電話 その九十年の歩み』（593頁）、1964年（昭和39年）10月、日本電信電話公社北陸電気通信局
63. ↑  日本電信電話公社北陸電気通信局編、『北陸の電信電話 その九十年の歩み』（421頁）、1964年（昭和39年）10月、日本電信電話公社北陸電気通信局
64. ↑  日本電信電話公社北陸電気通信局編、『北陸の電信電話 その九十年の歩み』（598頁）、1964年（昭和39年）10月、日本電信電話公社北陸電気通信局
65. ↑  金沢市史編さん室編、『年表金沢の百年 大正・昭和編』（472頁）、1967年（昭和42年）6月、金沢市
66. 1 2  昭和40年日本電信電話公社公示第140号（『官報』、1965年（昭和40年）3月26日）
67. 1 2  昭和45年日本電信電話公社公示第1号（『官報』、1970年（昭和45年）4月4日）
68. ↑  昭和47年日本電信電話公社公示第102号（『官報』、1972年（昭和47年）9月5日）
69. ↑  “市史年表 金沢の百年 昭和続編”.   金沢市図書館. 2024年（令和6年）4月3日閲覧。
70. ↑  昭和50年日本電信電話公社公示第81号（『官報』、1975年（昭和50年）6月4日）
71. 1 2  日本電信電話公社北陸電気通信局編、『北陸の電信電話 その九十年の歩み』（407から408頁）、1964年（昭和39年）10月、日本電信電話公社北陸電気通信局